# Issogne
Issogne es un municipio italiano que cuenta con 1.388 habitantes y se sitúa en el valle de Aosta.

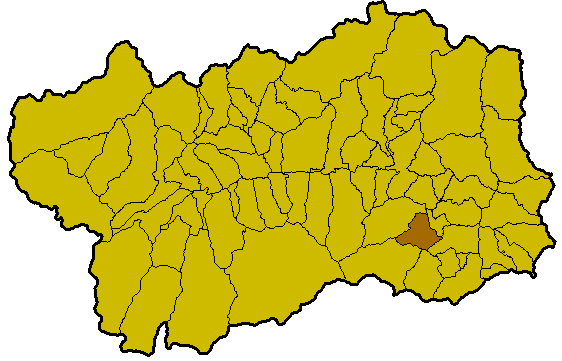
Ubicación del municipio de Issogne en el Valle de Aosta].

## Evolución demográfica
| Gráfica de evolución demográfica de Issogne entre 1861 y 2001 |
|                                                               |
| Fuente ISTAT - elaboración gráfica de Wikipedia               |

## Lugares de interés
- El Castillo de Issogne, del siglo XIV, es un castillo renacentista que alberga en su interior algunas obras de arte. Es uno de los castillos más interesantes del valle de Aosta. Está muy bien conservado y se puede visitar.

## Transportes

### Aeropuerto
El aeropuerto más cercano es el de Turín.

### Conexiones viales
La conexión vial principal es la autopista A5 Turín-Aosta y tiene una salida en Verrès.

### Conexiones ferroviarias
La estación de ferrocarril más cercana es la de Verrès, en la línea Turín-Aosta .